# Boianka Kostova
Boianka Kostova (em búlgaro:  Боянка Костова; 10 de maio de 1993) é uma halterofilista de origem búlgara e em 2011 passou a representar o Azerbaijão.
Ela conquistou a medalha de ouro nos Jogos Olímpicos de Verão da Juventude em Cingapura, na categoria até 53 kg, com 192 kg no total combinado. Na mesma categoria, ela foi vice-campeã europeia em 2010.
No Campeonato Mundial de 2011 Boianka Kostova competiu pelo Azerbaijão.
Ela competiu nos Jogos Olímpicos de Verão de 2012 na categoria feminina até 58 kg, terminando em quinto lugar.
Em junho de 2016, após o escândalo de doping na Rússia, foi anunciado pela Federação Internacional de Halterofilismo que novos testes das amostras retiradas das Olimpíadas de 2012 indicaram que Kostova tinha testado positivo para substâncias proibidas, nomeadamente desidroclorometiltestosterona e estanozolol, o que significa que ela perdeu todos os resultados e medalhas ganhas de acordo com a data da amostragem. Em novembro de 2016, a Comissão Disciplinar do COI desqualificou Kostova dos Jogos Olímpicos de 2012.
Em maio de 2021, logo após o Campeonato Europeu em que conquistou o ouro, Kostova voltou a apresentar resultados positivos para a substância proibida estanozolol. Tenso sido confirmado, Kostova foi banida por 8 anos, por sua sua segunda violação de doping.

## Quadro de resultados
Principais resultados de Boianka Kostova:
| Ano                                | Lugar                                                | Categoria       | Marca (kg) / pos. | Marca (kg) / pos. | Marca (kg) / pos. |
| Ano                                | Lugar                                                | Categoria       | Arranque          | Arremesso         | Total             |
| Jogos Olímpicos                    | Jogos Olímpicos                                      | Jogos Olímpicos | Jogos Olímpicos   | Jogos Olímpicos   | Jogos Olímpicos   |
| ---------------------------------- | ---------------------------------------------------- | --------------- | ----------------- | ----------------- | ----------------- |
| 2012                               | Londres, Inglaterra                                  | –58 kg          | 105 / DSQ         | 128 / DSQ         | 233 / DSQ         |
| Campeonato Mundial                 |                                                      |                 |                   |                   |                   |
| 2011                               | Paris, França                                        | –53 kg          | 92 / 6            | 108 / 13          | 200 / 8           |
| 2014                               | Almati, Cazaquistão                                  | –53 kg          | 91 / 6            | 109 / 8           | 200 / 7           |
| 2015                               | Houston, Estados Unidos                              | –58 kg          | 112 /             | 140 /             | 252 /             |
| 2019                               | Pattaya, Tailândia                                   | –59 kg          | NM                | 120 / 8           | —                 |
| Campeonato Europeu                 |                                                      |                 |                   |                   |                   |
| 2009                               | Bucareste, Romênia                                   | –53 kg          | 78 / 5            | 102 / 5           | 180 / 5           |
| 2010                               | Minsk, Belarus                                       | –53 kg          | 87 /              | 112 /             | 199 /             |
| 2012                               | Antália, Turquia                                     | –58 kg          | 98 /              | 117 /             | 215 /             |
| 2015                               | Tbilisi, Geórgia                                     | –58 kg          | 109 /             | 137 /             | 246 /             |
| 2016                               | Førde, Noruega                                       | –58 kg          | 105 /             | 130 /             | 235 /             |
| 2021                               | Moscou, Rússia                                       | –59 kg          | 95 / DSQ          | 116 / DSQ         | 211 / DSQ         |
| Campeonato Mundial Júnior          |                                                      |                 |                   |                   |                   |
| 2010                               | Sófia, Bulgária                                      | –53 kg          | 82 /              | NM                | —                 |
| Jogos Olímpicos da Juventude       |                                                      |                 |                   |                   |                   |
| 2010                               | Cingapura                                            | –53 kg          | 85 / 1            | 107 / 1           | 192 /             |
| Campeonato Mundial Juvenil         |                                                      |                 |                   |                   |                   |
| 2009                               | Chiang Mai, Tailândia                                | –53 kg          | 81 /              | 105 /             | 186 /             |
| Campeonato Europeu Júnior & sub-23 |                                                      |                 |                   |                   |                   |
| 2008                               | Durres, Albânia                                      | –48 kg          | 68 / 5            | 88 / 4            | 156 / 5           |
| 2015                               | Limassol, Chipre                                     | –58 kg          | 93 /              | 110 /             | 203 /             |
| Outras                             |                                                      |                 |                   |                   |                   |
| 2018                               | Doha, Catar 5th International Qatar Cup              | –59 kg          | 80 / 10           | 95 / 11           | 175 / 10          |
| 2019                               | Grodno, Belarus Alexander Cup                        | –59 kg          | 95 /              | 120 /             | 215 /             |
| 2019                               | Gaziantep, Turquia Int. Naim Süleymanoğlu Tournament | –59 kg          | 95 /              | 124 /             | 219 /             |
| 2019                               | Doha, Catar 6th International Qatar Cup              | –59 kg          | 101 /             | 120 /             | 221 /             |

- NM = Sem marca (No mark)